# Río Tonjibe
Río Tonjibe är ett vattendrag i Costa Rica.   Det ligger i provinsen Alajuela, i den nordvästra delen av landet, 120 km nordväst om huvudstaden San José.